# Odense Giants Softball Klub
Odense Giants Softball Klub blev startet ved stiftende generalforsamling 14. december 1983, i lokale 21 på Tarup Skole, under navnet GIANTS, Tarup Baseball og Softball Klub. Lars Jørgensen blev valgt som formand, Jan Felland som kasserer og Leif Andersen som sekretær. Lars og Jan var begge netop gået ud af Tarup Skole, hvor Leif Andersen var lærer og bl.a. underviste i idræt.
Efter generalforsamlingen blev der vist baseballkampe fra USA på VHS video (det var før internettet og mange TV-kanaler).
Klubben var den første Softball klub der blev startet uden for København.
Valget faldt på softball og ikke baseball af to årsager:
1) Softball kan spilles på et areal på størrelse med en traditionel fodboldbane, mens baseball kræver større græsplæner, hvilket kan være svært at finde i DK, og 
2) I Danmark var der på daværende tidspunkt kun en etableret turnering i softball, men ikke i baseball. 
Softball er en holdsport der minder om rundbold og baseball. Softball kan spilles både som slow pitch og fast pitch, afhængigt af, om bolden der kastes til batteren (spilleren med battet der skal slå til bolden) kastes i en blød bue (slow pitch) eller vandret med høj fart og skru (fast pitch). I den etablerede turnering i Danmark er der siden 1978 blevet spillet fast pitch softball, så det var også det som Giants spillede (og spiller).  

## 1982 - 1983 Klubbens oprindelse

### 1982: Tarup Skoles Idrætsklub
Forhistorien til klubbens dannelse ligger i 1982. En elev på Tarup Skole (Søren Flindt) havde af familie i USA fået et baseballbat og et par gribehandsker, som han og et par kammerater (bl.a. Jan Felland og Lars Jørgensen) nogle gange rendte rundt efter skoletid og spillede med på Tarup Skoles boldbaner. Det opdagede Leif Andersen, og da Leif havde været udvekslingsstudent i Minnesota i USA, genkendte han straks sporten og begyndte at inddrage den i sine idrætstimer. Tarup Skole havde samtidig et frivilligt idrætstilbud om eftermiddagen, som hed Tarup Skoles Idrætsklub (TIK), hvor der bl.a. var et volleyballhold. Via Dansk Baseball og Softball Forbund (i dag benævnt Dansk Softball Forbund, idet baseball er skilt ud i sit eget forbund Danish Baseball Federation) i København skaffede Leif noget udstyr til softball, og åbnede for at man i TIK kunne gå til softball om eftermiddagen. Her blev det første egentlige softball hold dannet.  
I løbet af 1982 blev der kun trænet da den nærmeste klub lå i Købehavn - og da Storebæltsbroen endnu ikke var bygget, var transporttiden lang. Alligevel fik TIK i løbet af sommeren besøg af 3-4 spillere fra et par københavnske klubber, bl.a. Hørsholm Comets (daværende danmarksmestre - Nuværende Hørsholm Softball Klub Hurricanes) som tog sig tid til at tage til Tarup for at lære fra sig og støtte det nye hold. Blandt andet demonstrerede herrelandsholdets daværende pitcher, Michael Miller, hvordan man med et knaldhårdt underhåndskast kan sende bolden mod batteren med både fart og skru. Deraf navnet ”fast pitch” softball. Millers fart og skru forbløffede og inspirerede de fynske spillere, som fik yderligere blod på tanden med den nye og spændende sport.

### 1983: De første kampe spilles
Selv uden kampe blev sporten populær, og da Hørsholm Comets i foråret 1983 inviterede nogle hold til den åbne weekend turnering  ”Hørsholm Cup” drog 12-13 spillere fra TIK den lange vej til Hørsholm for at spille de allerførste kampe. Det blev til tre forventelige nederlag (til Munkene, Comets B-hold og ABC). Men der blev samlet erfaring og dannet gode relationer til holdene fra storkøbenhavn, som tog virkelig pænt imod det første hold fra provinsen. 
For at se softball og suge læring til sig tog Lars Jørgensen og Jan Felland på egen hånd til de Nordiske Mesterskaber i kvinde softball i Lynge i sommeren 1983.  
Resten af 1983 gik med træning efter skoletid på Tarup Skoles boldbane, og stille og roligt kom flere og flere interesserede spillere til. 

### December 1983: Stiftende generalforsamling
I december 1983 var interessen blandt flere af spillerne så stor, at man valgte at etablere en rigtig forening. Leif Andersen var den eneste voksne, mens alle spillerne var teenagere. Leif havde da også i 1982 og 1983 fungeret som træner og organisator, men han overlod klogeligt tøjlerne til teenagerne på klubbens generalforsamling. ”I kommer selv til at køre klubben”, sagde han, og det pirrede især Lars Jørgensen og Jan Felland, som i de helt tidlige år blev primus motor duo i klubben, sammen med andre engagerede spillere som Niels ”Købmand” Hansen, Per M. Kristensen, Kent Kinge Jensen, Peter Gundersen, Jackie Christoffersen, Jesper Panduro, Tore Holmsted og mange flere. Leif Andersen fortsatte i nogle år som klubbens sekretær og andre støttende roller.

## 1984 - 1991
I 1984 deltog den nystiftede klub for første gang i danmarksturneringen, i den laveste række, som dengang hed 2. division. Det blev begyndelsen på en tur op igennem rækkerne. 
I disse tidlige år (ca. 1984-1991) blev der (ud over træning og kampe) brugt utallige timer på at promovere klubben og sporten på skoler, i indkøbscentre, ved udstillinger ect. Klubbens medlemmer tog på trænerkurser og dommerkurser i Idrættens Hus i Brøndby, læste regelbogen igennem forfra og bagfra, og oprettede hold til både juniorer og piger/kvinder. Medlemmerne brugte alle muligheder for at suge inspiration og læring til sig. Lars og Jan kørte også rundt i Odense og kastede lange, misundelige blikke efter både den gamle golfbane bag Åløkkeskoven og cricketbanen ved daværende atletikstadion, hvor de bestemt mente, at der fint kunne ligge et større softball-stadion. I disse tidlige år forblev klubbens hjemmebane dog på Tarup Skole (senere rykkede klubben til nye baner i Næsby).
I perioden blev der også udformet logo, valgt farver til nye uniformer, lavet plakater der reklamerede for sporten, etableret en forældre-/støtteforening - og Odense Kommune blev rendt på dørene for økonomisk støtte til etablering af en rigtig bane (først kom et "back stop hegn", så et lille skur der kunne bruges som klubhus, så et nyt back-stop hegn i den modsatte ende af boldbanen, og dernæst etablering af en rigtig "infield" (bane med hårdt grus i stedet for græs) og "dugouts" (overdækkede bænke til en kamps to hold). 
Samtidig hermed voksede en klubkultur og mange venskaber frem i miljøet omkring Giants. 
Et lille klubblad ("Play Ball") kom til i 1985, primært skrevet og produceret af Jan Felland med uregelmæssige mellemrum (nr. 1-24, derefter overtog Kent Kinge Jensen redaktørrollen).  
Der blev afholdt stævne for "junior DM" og i 1989 stod Giants - sammen med Dansk Baseball Softball Forbund - for at arrangere Nordiske Mesterskaber for kvinder. Til weekend-stævnet var der også to showkampe mellem det danske herrelandshold og et amerikansk softballhold fra RAF Bentwaters militærbase i England. 
I 1987 var der dannet softballklubber flere steder i provinsen. I foråret inviterede klubben ASA i Aarhus til weekendturneringen "Aarhus Cup". Giants lejede en minibus og kom hjem med deres første pokal. Det skete efter sejre over ASA Aarhus, Haderslev, KIK (Kokkedal) og Silkeborg.    
I 1987 vandt Giants herrehold 2. division og rykkede dermed op i 1. division. I 1988 blev flere af spillerne udtaget til landsholdet. De første der blev udtaget var Jesper Panduro, Lars Jørgensen, Jan Felland og Niels "Købmand" Hansen, som i maj 1988 rejste med landsholdet til den Hollandske by Zeist for at spille kampe mod Holland og forskellige udvalgte hold. Efterfølgende blev både Niels Hansen og Jesper Panduro udtaget til VM i Canada samme år, men på grund af en skade til Jesper Panduro var Niels Hansen ene om at repræsentere Giants ved VM. 
I løbet af 1987 etablerede Giants både et juniorhold og et hold for piger/kvinder. Pigeholdet deltog i 1988 i Hørsholm Cup for første gang og fik allerede der deres første sejr, 9-7 over Vikings fra Amager.   
I 1988 genvandt Giants herrerhold Aarhus Cup, og sluttede i deres debutsæson i 1. division på en 7. plads ud af 8 hold. Dog med ret til at fortsætte i 1. division.
I 1989 vandt herreholdet bronze og i 1990 sølv. 
I 1991 blev små 10 års "arbejde" kronet med klubbens første officielle danmarksmesterskab og guldmedaljer i herre softball under Dansk Baseball og Softball Forbund samt Dansk Idræts Forbund. Det skulle vise sig ikke at blive blive den sidste. 

## De første resultater
1983 Hørsholm Cup:
Giants – Munkene: 2-16
Giants – Hørsholm Comets B: 2-12
Giants – ABC: 8-11
1984 Hørsholm Cup:
Giants – ABC: 21-17 (første sejr nogensinde)
Giants – Vikings: 2-45 (Vikings var danmarksmestre)
Giants – Munkene: 7-0 (uden kamp)
Giants – The Bats: 39-36 (!)
1984 DM 2. division:
Giants – ABC: 7-22 og 15-27
Giants – Vikings B: 19-5 og 8-28
Giants – Vest: 12-6 og 16-11
Giants – The Bats: 16-3 og 18-12
Giants – Comets B: 12-25 og 12-22
Første sæson altså: 10 kampe, 5 sejre og en tredjeplads i 2. division, lige uden for slutspillet om oprykning.
1985 Hørsholm Cup:
Giants – Munkene: 1-15 (av)
Giants – Fighters: 4-7
Giants – Hørsholm Comets A: 11-10 og 5-25